# Luxley
Luxley – wieś w Anglii, w hrabstwie Herefordshire. Leży 26 km na południowy wschód od miasta Hereford i 167 km na zachód od Londynu.